# 大川充夫
大川 充夫（おおかわ みつお、1970年12月1日 - ）は、競馬の実況を主としている日本のフリーアナウンサー。

## 経歴
愛知県出身。ラジオNIKKEIによるレースアナウンサー養成講座の2期生。
1997年から宇都宮競馬場と足利競馬場の場内実況を担当し、栃木放送の宇都宮競馬中継にも出演した。
足利競馬場廃止後の2005年に耳目社に入社し、南関東4場と金沢競馬場の場内実況を担当。2009年から2010年まではTOKYO MXの『東京シティ競馬中継』に出演していた。現在は笠松競馬場の場内実況も担当している。
2021最優秀地方競馬アンバサダーに選出された。

## 競馬GI・JpnI実況履歴
- 川崎記念（2010年〜2012年、2015年、2018年〜2021年）
- かしわ記念（2008年、2012年〜2013年、2015年、2017年、2020年）
- 帝王賞（2012年〜2013年、2017年、2019年、2021年）
- ジャパンダートダービー（2010年〜2011年、2014年、2016年、2020年〜2021年）
- JBCレディスクラシック（2012年、2015年、2019年〜2020年）
- JBCスプリント（2007年、2010年、2013年、2016年）
- JBCクラシック（2012年、2015年、2017年、2019年、2021年）
- 全日本2歳優駿（2009年〜2013年、2016年）
- 東京大賞典（2010年、2013年、2015年）